# Gary Jones
Gary Jones (Swansea, Gales, Reino Unido, 4 de enero de 1958) es un actor canadiense de origen galés conocido por su papel recurrente como el sargento Walter Harriman en Stargate SG-1 y Stargate Atlantis. También ha hecho apariciones especiales en programas tales como Sliders, The Outer Limits, Andrómeda y Dead Like Me.
Gary Jones fue un miembro del grupo improv "misión improbable" el cual tuvo una comedia especial en CBC, previo a su rol en Stargate SG-1.
Jones se unió a la Compañía Improv Segunda Ciudad de Toronto a mediados de los años 1980. Junto con Second City él llegó a Vancouver en 1986 para la Exposición. Por seis meses, allí huno shows improv en la Exposición del Club de Vuelo. Después de que la expo finalizara, Jones se radicó en Vancouver y comienzo su carrera de actuación con apariciones de invitado en shows de TV como Wiseguy, Airwolf y Dangerbay. Él además era actor en "Vancouver TheatreSports League".
Gary Jones no es solo conocido por actuar (en pantalla o en escenarios) sino también por hacer de anfitrión de eventos, incluyendo varias galas de Premios Leo, la gala del BCSS Emerald Eve, y otros.

## Filmografía
- Hijack'D - Nick Smythe.[2]
- The Sixth Man - Gertz.[2]
- Bye Bye Birdie - Reporter N.º 3.[2]